# Vachellia cedilloi
Vachellia cedilloi är en ärtväxtart som först beskrevs av Maria de Lourdes Rico, och fick sitt nu gällande namn av Seigler och Ebinger. Vachellia cedilloi ingår i släktet Vachellia och familjen ärtväxter. Inga underarter finns listade i Catalogue of Life.